# ویکتور لوستیگ
ویکتور لوستیگ (به آلمانی: Victor Lustig)یکی از بزرگترین کلاهبرداران تاریخ بود که برج ایفل را فروخت. او به ۵ زبان تسلط داشت. او در بوهم به دنیا آمد؛ ولی در سال ۱۹۲۰ به آمریکا مهاجرت کرد.

## زندگی‌نامه
«ویکتور لوستیگ»، در سال ۱۸۹۰ در «بوهمیا» و در یک خانواده متوسط به دنیا آمد و در سال ۱۹۲۰ به آمریکا رفت. او کارش را با عنوان تاجر «ماشین چاپ اسکناس» (به انگلیسی: money box) شروع کرد و به مشتریان نشان می‌داد که چطور یک ماشین چاپ کوچک، می‌تواند در مدت تنها شش ساعت یک اسکناس صد دلاری را کپی کند و به این ترتیب آن‌ها را به مبلغی بسیار بالا و در حدود سی هزار دلار به فروش می‌رساند. اما در دوازده ساعت بعدی ماشین تنها قادر بود دو اسکناس دیگر صد دلاری چاپ کند و دیگر از کار می‌افتاد. مشتریان تازه می‌فهمیدند که چه کلاهی سرشان رفته‌است و تا چکمه‌هایشان را بپوشند، لوستیگ نیمی از جهان را دور زده بود.

## ماجرای فروش برج ایفل
لوستیگ در سال ۱۹۲۵ و پس از انجام چندین فقره کلاهبرداری بعد از جنگ جهانی اول به فرانسه و شهر پاریس رفت که بمباران‌های جنگ آن را ویران کرده بود که البته فرصت خوبی برای چنین جاعل بزرگی بود. او در آنجا در یک روزنامه، مقاله‌ای خواند. در این مقاله آمده بود که برج ایفل نیاز به تعمیرات اساسی دارد و هزینه این کار برای دولت کمرشکن خواهد بود. در ذهن لوستیگ ایده‌ای شکل گرفت: «فروش برج ایفل»! به همین دلیل او اسناد و مدارکی تهیه کرد که در آن‌ها خود را به عنوان معاون ریاست وزارت پست و تلگراف وقت جا زد و در نامه‌هایی با سربرگ‌های جعلی، شش تاجر آهن معروف را به جلسهٔ دولتی و محرمانه در هتل د کریلون (به فرانسوی: Hôtel de Crillon) که محلی شناخته شده برای قرارهای دیپلماتیک و مهم بود، دعوت کرد.
شش تاجر دعوت شده به هتل مجلل کریلون آمدند. لوستیگ براساس تجاربی که در فروشندگی پیدا کرده بود، پس از معرفی خود از شرایط بد مالی دولت گفت و اینکه تأمین هزینه‌های نگه‌داری برج از توان دولت خارج است و او مأموریت دارد که با کمال تأسف، برج ایفل را به فروش برساند و از نظر دولت، بهترین مشتریان، تجار امین و درستکار فرانسوی هستند و از میان آنها، شش نفر دعوت شده به جلسه، مطمئن‌ترین افرادند و تأکید کرد که به دلیل احتمال مخالفت عمومی، این مسئله تا زمان قطعی شدن معامله باید مخفی نگه داشته شود. لوستیگ به محض پایان جلسه، تاجران را بر لیموزین اجاره‌ای خود سوار کرد و در شهر به گردش پرداخت تا بفهمد کدامشان در این معامله، اشتیاق بیشتری نشان می‌دهد و زودباورتر است.
فردای آن روز لوستیگ با یکی از تاجرها به نام «آندره پویسون» تماس می‌گیرد و می‌خواهد که او را ببیند. پویسون کم‌سابقه‌ترین و کم پول‌ترین تاجر بود و اعتماد به‌نفس پایینی داشت چون فکر می‌کرد نمی‌تواند در حلقهٔ تاجران پاریسی قرار بگیرد و به جایگاهی بالا در بین آن‌ها دست یابد. همسر پویسون نسبت به این معامله تردید داشت و مدام می‌گفت: «نمی‌دونم این مرد دولتی کیه»؟ یا «چرا همه چیز محرمانه است»؟ و «چرا همه چیز باید این همه، سریع پیش بره»؟ و تا بخواهد این حرف‌ها بر روی پویسون تأثیر بگذارد، لوستیگ با قرار ملاقات‌های جدید وی را نسبت به خرید برج امیدوارتر کرد.
لوستیگ در گفتگویی به «پویسون»، اشاره می‌کند که درآمدش به عنوان کارمند دولت به او اجازه نمی‌دهد که سبک زندگی دلخواه خودش را داشته باشد. با اینکه، پویسون متوجه می‌شود که لوستیگ درخواست گرفتن رشوه را از او دارد، اهمیتی به این موضوع نمی‌دهد و درخواست او را قبول می‌کند و لوستیگ هم، او را برندهٔ مناقصه اعلام می‌کند و برج ایفل را به او می‌فروشد و به‌همراه منشی خود ملقب به «ژنرال فرانکو» در حالی که پول‌های فروش برج و رشوه را گرفته بود، به‌سرعت سوار ترن می‌شود و به «وین» فرار می‌کند. پویسون، وقتی متوجه این کلاهبرداری شد به اصرار همسرش به پلیس مراجعه می‌کند و با بررسی‌های پلیس همه چیز بر ملا می‌شود و نام لوستیگ به عنوان یک نخبهٔ کلاهبردار که توانسته بود، برج ایفل را بفروشد در تاریخ ثبت می‌شود. پلیس به دنبال لوستیگ و همدستش به راه می‌افتد اما تا آن‌ها چکمه‌هایشان را بپوشند، لوستیگ نیمی‌از جهان را دور زده بود. جالب آن است که لوستیگ پس از یک ماه دوباره به پاریس بازگشت و درصدد برآمد که بار دیگر برج ایفل را به شش تاجر دیگر پیشنهاد دهد اما این بار، تاجرها به سراغ پلیس رفتند و به‌همین دلیل، لوستیگ و همدستش فرار کردند. لوستیگ در سال ۱۹۳۵ یا ۱۹۳۴ (میلادی) توسط تله‌ای که مأموران فدرال برای او پهن کرده بودند به اتهام جعل و کلاهبرداری دستگیر شد اما یک روز قبل از دادگاه فرار کرد اما ۲۷ روز بعد دوباره دستگیر شد. وی در دادگاه به گناه خود اعتراف کرد و در نهایت به ۲۰ سال زندان در زندان آلکاتراز محکوم شد؛ ولی در نهم مارس ۱۹۴۷ در اثر ذات الریه درگذشت.

## لوستیگ و آلکاپون
لوستیگ، کلاهبردار باهوش و نابغه‌ای بود که می‌توانست زیرکترین قربانیانش را نیز گول بزند. «جان ولینجر» در سال ۲۰۱۳ در مقاله‌ای به نام «ویکتور لوستیگ، کسی که جهان را فروخت یا احتمالاً فروخته‌است» می‌نویسد که لوستیگ از «آلکاپون»(به انگلیسی: Alphonse Gabriel "Al" Capone)، معروف‌ترین گانگستر آمریکا در دههٔ ۱۹۲۰، مبلغ پنجاه هزار دلار قرض می‌گیرد و دو ماه بعد به او بازمی‌گرداند که آلکاپون نیز به او هزار دلار دستخوش می‌دهد، اما وقتی او دستگیر شد، درون کیف دستی وی یک کلید بود که مشخص شد مربوط به صندوق امانتی در ایستگاه مترو است و در آن ۵۱ هزار دلار اسکناس و اوراق جعلی کشف شد که البته رابطهٔ آن با پنجاه و یک هزار دلار آلکاپون هیچ‌گاه مشخص نشد.

## وصیت‌نامه
«کاترین لیندزکوگ» در کتاب «تظاهر، فریب و کلاهبرداری» به ده توصیهٔ ویکتور لوستیگ اشاره می‌کند که می‌تواند بیانگر بخشی از فکرهای او باشد: «شنوندهٔ صبوری باش، تند حرف نزن و سریع مخالفت نکن! هرگز با بی حوصلگی به دیگران نگاه نکن و بگذار دیگران عقاید سیاسی خود را بگویند، سپس با آنها موافقت کن. اجازه بده دیگران عقاید مذهبی خود را بگویند و نقاط مشترک را عامل تشابه خودت با آنها بدان. دربارهٔ مسائل جنسی با هیچ‌کس صحبت نکن مگر با فردی که به او علاقه‌مندی. هیچ‌گاه دربارهٔ زندگی خصوصی دیگران فضولی نکن، آنها خودشان به تو خواهند گفت و هرگز دربارهٔ بیماری حرف نزن، مگر برای کسی که می‌خواهد به تو توجه و کمک کند. مشاهده‌گر صبوری باش»!

## تحلیل رفتارشناسی لوستیگ
شاید بتوان عصارهٔ شناختی و فکری افراد باهوشی مانند لوستیگ را در این توصیه‌ها جستجو کرد، زیرا آن‌ها باورهای او هستند، باورهایی که به او می‌گویند، خوب به جریان آب نگاه کن و به آن گوش بده و بعد در یک فرصت مناسب سوار بر آن شو. تا آنجا که به مهارت‌های هوش هیجانی بازمی‌گردد، لوستیگ و مانند او بسیار با مهارت هستند، اما مشکل کجاست؟ سؤالی که بیشتر افراد با تأسفی در خور می‌پرسند آن است که مگر نمی‌شد افرادی مانند لوستیگ بتوانند هوش بالای هیجانی خود را در جهت کارآفرینی و خدمت به مردم جهان و در نهایت خودشان به کار برند؟ آن‌طور که در شخصیت ویکتور لوستیگ دیدیم، او بی‌توجه به شرایط نابسمان پس از جنگ و ویرانی شهر بدون آنکه توجهی به مردمان دیگر داشته باشد تنها به خواسته‌های خود می‌اندیشد؛ بنابراین تفکر خودمحورانهٔ او نشان می‌دهد که مشکل اصلی در فقدان «شایستگیِ» داشتن مهارت‌های هیجان‌رفتار و هوش هیجانی است اما چگونه می‌توان در این افراد باهوش، شایستگی را تقویت کرد؟ در باورهای کلاهبردار باهوشی مانند لوستیگ، تنها به‌دست آوردن پول بیشترین مسئله نبود. او می‌خواست کسی به او توجه کند، چنان‌که در سرگذشت کلاهبردار نابغهٔ دیگری به نام فرانک ابگنیل نیز به این مسئله برمی‌خوریم. در مورد لوستیگ، اگر این‌طور نبود، او بار دیگر به پاریس بازنمی‌گشت که برج ایفل را بفروشد. بازگشت دوبارهٔ لوستیگ به معنی درخواست کمک فکری بود. کسی که شاید او تصور می‌کرد در بین مأموران پلیس باشد، البته کسی پیدا نشد و احتمالاً او همان‌طور که لیندزکوگ می‌نویسد پس از آن، از همدلی گانگسترهای جنایتکاری مانند آلکاپون بهره‌مند می‌شود. در واقع می‌توان گفت که لوستیگ به مانند ابیگنل از همدلی فردی به مانند «کارل هانرتی» برخوردار نبود.